# Burrell Smith
Burrell Carver Smith (16 december 1955) is een Amerikaans ingenieur die voor Apple Computer werkte en mede-oprichter was van Radius. Hij is geboren in Upstate New York.
Smith kwam in februari 1979 bij Apple in dienst, als medewerker 282. Aanvankelijk repareerde hij teruggestuurde Apple II computers. Toen hij op een vernuftige manier meer RAM geheugen had weten toe te voegen aan een Apple II werd hij door Bill Atkinson aanbevolen bij Jef Raskin, die een hardware-ontwerper zocht voor zijn Apple Macintosh-project. Smith was een van de eerste medewerkers van het team, dat aanvankelijk naast Raskin en hemzelf bestond uit Brian Howard en Bud Tribble.
Smith ontwikkelde het prototype van de Macintosh, dat op een 6809 processor draaide, en ontwierp vijf verschillende moederborden voor de Macintosh. Hij werd weer teruggehaald naar de Apple II afdeling, en ontwierp een goedkopere versie van de Apple II die vervolgens geproduceerd werd als Apple IIe. Ook het moederbord voor de LaserWriter is door Smith ontworpen.
Het laatste project waar Smith voor Apple aan werkte was de zogeheten Turbo Mac, een nieuw ontworpen Macintosh die sneller zou zijn en over een ingebouwde harde schijf zou beschikken. Toen het project werd afgeblazen besloot Smith het bedrijf te verlaten. Volgens Andy Herzfeld was dat lastig omdat Steve Jobs zijn medewerkers altijd weer wist te overtuigen te blijven, daarbij gebruik makend van wat Bud Tribble Jobs' reality distortion field had genoemd. Smith vertelde in kleine kring dat hij desnoods op het bureau van Jobs zou urineren om het effect van het reality distortion field te niet te doen. Maar toen het moment daar was bleek dit niet nodig en liet Jobs hem gaan.
Smith verliet Apple en werd mede-oprichter van Radius, samen met onder andere Andy Hertzfeld. Hij ontwierp daar het Radius Full Page Display, en de Radius Accelerator, een insteekkaart voor Macintosh computers met een Motorola 68020 als processor waardoor de snelheid verviervoudigde.
Inmiddels is hij met pensioen. Hij woont in Palo Alto.